# Anoba dujardini
Anoba dujardini là một loài bướm đêm trong họ Erebidae.